# Guerra russo-persiana (1796)
La guerra russo-persiana del 1796, conosciuta anche come la Spedizione persiana di Caterina la Grande, assieme alla Spedizione di Pietro il Grande, fu una delle guerre russo-persiane che non comportarono conseguenze durature per entrambi i belligeranti.
Gli ultimi decenni del XVIII secolo furono segnate da una lotta continua tra i rivali pretendenti al Trono del pavone, Caterina II approfittò della situazione per consolidare il suo controllo sul debole Caucaso: nel 1783 Eraclio II firmò il trattato di Georgievsk, che faceva diventare la Georgia un protettorato russo ed in base al quale l'imperatrice prometteva di difenderla in caso di attacco persiano; il suo esempio venne seguito tre anni dopo dagli Shamkal di Tarki.
Nel 1794, con la salita al trono di Agha Mohammad Khan come Shah di Persia, il clima politico cambiò: pose fine ad un periodo di lotte dinastiche e procedette al rafforzamento del Caucaso tramite la battaglia di Krtsanisi (1795) che ridusse in cenere la capitale della Georgia, Tbilisi; questo spinse Caterina II, seppur tardivamente, ad una spedizione punitiva nei confronti dello Shah.
Sebbene ci si aspettasse che l'armata (forte di 13 000 uomini) venisse condotta da un generale esperto (Gudovič), l'imperatrice seguì il consiglio del suo amante, il Principe Zubov, e diede il comando al di questi fratello minore, conte Valer'jan Zubov. Le truppe russe partirono da Kizljar nell'aprile del 1796 ed assaltarono la fortezza strategica di Derbent il 10 maggio; l'evento venne glorificato dal poeta di corte Deržavin in una sua famosa ode.
A metà giugno le truppe di Zubov invasero senza incontrare alcuna resistenza la maggior parte dell'odierno Azerbaigian, incluse le tre città principali Baku, Şamaxı e Ganja; a novembre l'esercito si appostò alla confluenza dei fiumi Aras e Kura, con la prospettiva di invadere l'Iran.
Il conflitto prese una piega completamente diversa con l'improvvisa morte di Caterina, avvenuta a metà novembre: il suo successore Paolo I, che detestava gli Zubov ed aveva altri piani bellici, ordinò alle truppe di ritirarsi e tornare in Russia. Questa mossa fece innescare la frustrazione e l'ostilità degli Zubov e degli ufficiali che prendevano parte alla campagna: molti di loro sarebbero poi stati tra i cospiratori che architettarono l'assassinio di Paolo I cinque anni dopo.